# Lethades curvispina
Lethades curvispina är en stekelart som först beskrevs av Thomson 1883.  Lethades curvispina ingår i släktet Lethades och familjen brokparasitsteklar. Arten är reproducerande i Sverige. Inga underarter finns listade i Catalogue of Life.